# روبن سادویان
روبن آلفردی سادویان (ارمنی: Ռուբեն Ալֆրեդի Սադոյան؛ زادهٔ ۲۲ ژوئن ۱۹۶۸) یک سیاستمدار اهل ارمنستان است که از تاریخ ۲۰۱۲ تا تاریخ ۲۰۱۷ سمت نمایندگی دوره‌های چهارم و پنجم مجلس ملی جمهوری ارمنستان را برعهده داشت.

## زندگی‌نامه
در ۲۲ ژوئن ۱۹۶۸ در ایروان به دنیا آمد و از دانشگاه دولتی اقتصاد ارمنستان فارغ‌التحصیل شد. 